# Cuadratura del círculo

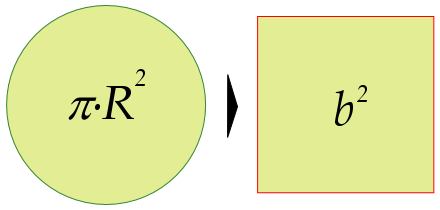
No existe un método geométrico que permita la cuadratura del círculo, es decir, relacionar un círculo y un cuadrado de igual área utilizando solo una regla y un compás.

La cuadratura del círculo (también, cuadrar el círculo) es uno de los tres problemas clásicos de la matemática antigua. La tarea geométrica consiste en construir un cuadrado con la misma área que un círculo dado mediante un número finito de pasos. Es un problema equivalente a la rectificación de la circunferencia, es decir, a la construcción de un segmento recto con la misma longitud que una circunferencia dada. Ambas cuestiones a su vez están vinculadas a la construcción del número π (la mitad de la longitud de una circunferencia con un radio igual a la unidad) a partir de un segmento cuya longitud es igual a {\displaystyle 1} unidad de longitud. Si se restringen los medios de construcción a regla y compás, la tarea no se puede resolver debido a la trascendencia del número {\displaystyle \pi }. Sólo hasta 1882 el matemático alemán Carl Louis Ferdinand von Lindemann pudo demostrarlo.
Es uno de los problemas más populares de las matemáticas. Durante siglos, tanto matemáticos profesionales como aficionados buscaron en vano una solución. El término cuadrar el círculo se ha convertido en una metáfora en muchos idiomas para describir una tarea sin solución.

## Historia

### Prehistoria

Método de aproximación de Ahmes (del Papiro de Ahmes):
Un círculo con diámetro 9 inscrito en un cuadrado con longitud de lado 9, que se divide en nueve cuadrados más pequeños con longitud de lado 3.
El área del círculo corresponde aproximadamente a la de un octágono (irregular) (de 7x9) y algo más precisamente, a la de un cuadrado con una longitud de lado 8 (64)

Ya existían procedimientos para calcular aproximadamente áreas circulares en las antiguas culturas de oriente. Por ejemplo, en el Papiro de Ahmes (alrededor de 1650 a. C.) se puede ver el diámetro de un círculo dividido en 9 partes. Su área exacta en estas unidades es {\displaystyle {\tfrac {\pi }{4}}\cdot 9^{2}=63{,}62\ldots }. Este valor se aproxima a un cuadrado de longitud lado 8, es decir, {\displaystyle 8^{2}=64}. En un segundo método, el círculo se aproxima mediante un octógono irregular. Para ello, se cortan triángulos iguales con un total de 18 unidades de área del cuadrado de 9×9 en el que está inscrito, de modo que quedan 63. Dichas soluciones se obtuvieron empíricamente y estaban destinadas a la práctica, sin más consideraciones teóricas. En particular, no se hizo distinción entre la solución exacta y la aproximación.
Los primeros procedimientos deductivos basados en las matemáticas, en los que las demostraciones estaban respaldadas por teoremas se  desarrollaron a partir del siglo VI a. C. en Grecia. Hasta cierto punto, ya se pueden vislumbrar en Tales de Mileto, y más claramente en la escuela de los pitagóricos fundada por Pitágoras. Con el descubrimiento de los inconmensurables, comúnmente atribuido al pitagórico Hípaso de Metaponto a finales del siglo VI o principios del siglo V a. C., se constató que hay objetos construibles con regla y compás (como por ejemplo, la diagonal de un cuadrado) que no se pueden representar como un cociente de números enteros. Este hecho se convirtió en un descubrimiento notable, ya que hasta entonces los únicos tipos de números conocidos eran los enteros y las proporciones enteras (en el lenguaje actual, los "números racionales"), y en consecuencia se había pensado que todas las líneas geométricas tenían que ser conmensurables, es decir, tenían que tener una relación de longitud entera entre sí. En consecuencia, se comprobó que era posible construir geométricamente longitudes que no podían representarse de forma aritmética como un "número" en el sentido anterior (en el uso lingüístico actual, son los "números irracionales"). De repente, la geometría podía representar más de lo que podía representar la aritmética. Como resultado de este descubrimiento, la aritmética pasó a un segundo plano a favor de la geometría. A partir de entonces, las ecuaciones tendrían que resolverse geométricamente, por ejemplo, colocando figuras una al lado de la otra y convirtiéndolas en rectángulos o cuadrados. Los tres problemas clásicos de construcción de las matemáticas antiguas datan de finales del siglo V: además de cuadrar el círculo, la tarea de la trisección del ángulo y el problema de Delos (consistente en duplicar un cubo).
En general, no se exigía una restricción de los medios de construcción a la regla y el compás. Desde el principio, se encontraron soluciones a los tres problemas clásicos basados en ayudas adicionales. Sin embargo, con el paso del tiempo surgió la tendencia de imponer restricciones más rígidas, y ya en la época de Papo de Alejandría se había impuesto este criterio.

### Primeros trabajos
Según el escritor griego Plutarco, el filósofo Anaxágoras fue uno de los primeros en haber "escrito sobre la cuadratura del círculo mientras estuvo en prisión" ("escrito" o posiblemente "dibujado", del griego "ἔγραφε"), aunque no proporciona más detalles sobre la construcción de Anaxágoras. El encarcelamiento de Anaxágoras se produjo alrededor del 430 a. C., cuando el filósofo fue acusado de asebeia (irreverencia hacia dioses y antepasados) en Atenas.
Las fuentes más detalladas sobre los inicios de la investigación son principalmente comentarios de la antigüedad tardía sobre trabajos de Aristóteles, es decir, textos que se escribieron con una diferencia de aproximadamente 900 años. En consecuencia, el orden cronológico y los procesos de pensamiento exactos de los primeros enfoques son inciertos. Las obras más importantes del siglo V a. C. Provienen de Hipócrates de Quíos, Antifonte, Brisón de Heraclea e Hipias de Élide.

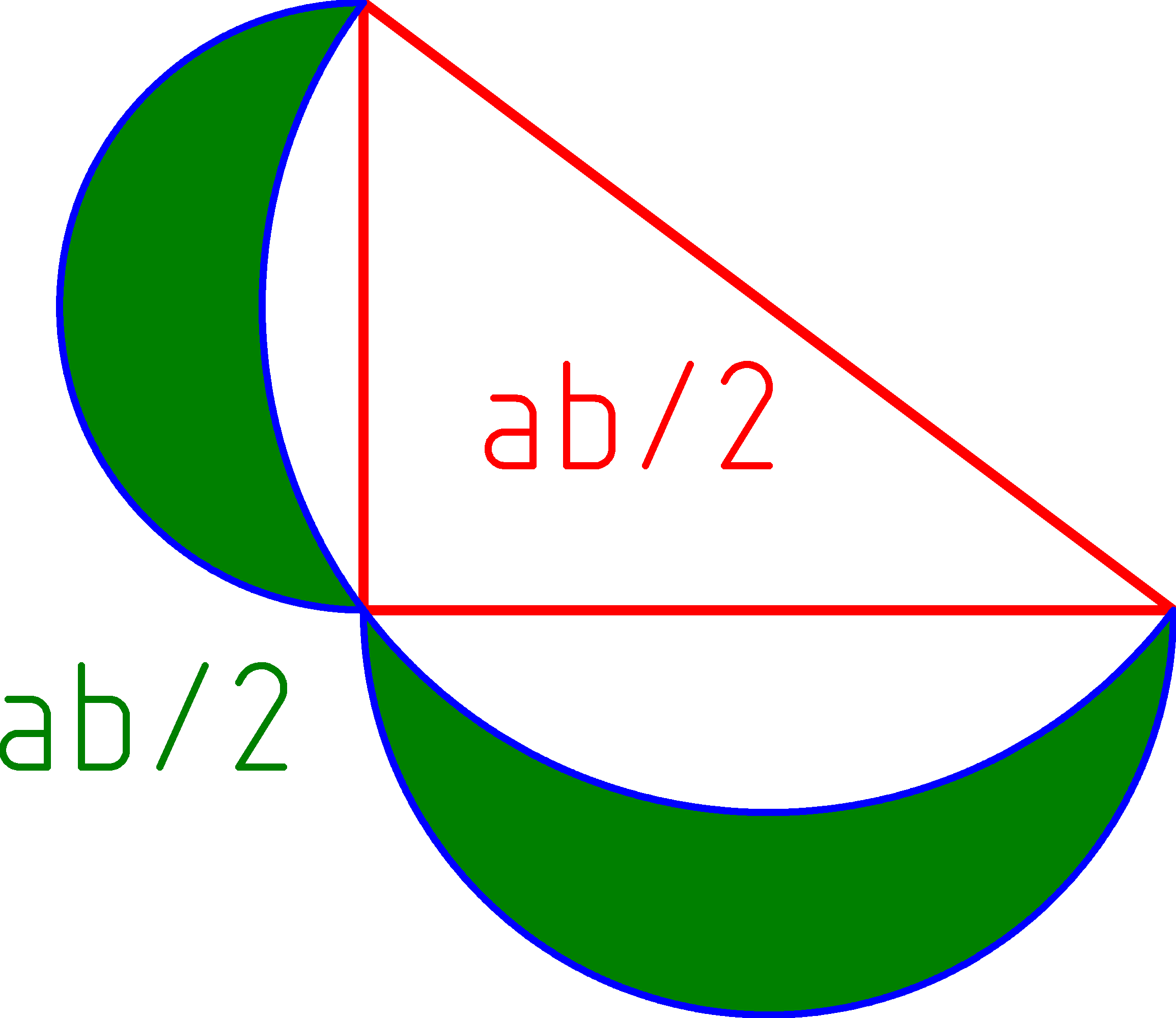
"Lúnulas de Hipócrates": el área de las "lúnulas" verdes equivale a la del triángulo rectángulo

La conversión de triángulos en rectángulos, de rectángulos en cuadrados (cuadratura del rectángulo) o la suma de dos cuadrados (teorema de Pitágoras) eran prácticas elementales con los teoremas geométricos conocidos. Alrededor del 440 a. C., Hipócrates de Quíos dio un ejemplo de un área curvilíneamente limitada que podía convertirse exactamente en un cuadrado. Basado en el teorema, que todavía usaba como axioma, de que las áreas de segmentos similares de un círculo se comportan como los cuadrados sobre sus cuerdas, Hipócrates logró cuadrar áreas delimitadas por arcos circulares, las llamadas "lúnulas de Hipócrates". Sin embargo, la cuadratura del círculo no se puede lograr de esta manera, ya que solo se pueden cuadrar ciertas lúnulas (como las construidas sobre los lados de un cuadrado), pero no es posible hacerlo a partir de los lados de un hexágono regular. En el siglo XX Chebotariov y Dorodnov probaron que, en general, las lúnulas no pueden cuadrarse excepto los tres tipos de lúnulas propuestos por Hipócrates y dos tipos más aportados por Leonhard Euler en el siglo XVIII. De esta forma quedó de manifiesto que la cuadratura de la lúnula no era otra cosa que una solución excepcional de un problema irresoluble, cosa que confundió a los matemáticos durante siglos, creyendo que las lúnulas podrían acercarlos a la cuadratura del círculo.
El hecho de que los triángulos (y por lo tanto los polígonos) pudieran convertirse en un cuadrado fue un segundo enfoque para construir un polígono con la misma área que el círculo. Antifonte tuvo la idea de aproximar el círculo con polígonos inscritos. Brisón de Heraclea refinó este procedimiento aproximando adicionalmente el círculo con polígonos circunscritos y formando un valor intermedio.
Hipias de Élide ideó alrededor del 425 a. C. un procedimiento para resolver la trisección angular mediante una curva que se generó mecánicamente superponiendo un movimiento circular con uno lineal. Cien años después, Dinóstrato descubrió que con la ayuda de esta curva, conocida como cuadratriz de Hipias, se puede construir el segmento de longitud {\displaystyle 2/\pi ;} y por lo tanto, también un cuadrado de área {\displaystyle \pi } con la ayuda de más construcciones elementales. Sin embargo, dado que la circunferencia en sí es una curva trascendente, no es posible obtener su desarrollo con regla y compás exclusivamente, por lo que no se logró hallar la solución buscada en sentido estricto.

### Arquímedes

Cuadratura del círculo con ayuda de la espiral: A denota el punto de la espiral alrededor del origen O, al que llega después de la primera vuelta. La tangente a la espiral en este punto corta a la perpendicular a OA en B. Según Arquímedes, el segmento BO es igual a la circunferencia del círculo con radio OA, por lo que el área del círculo rojo es igual al área del triángulo azul

Un tratado detallado con el título "Medición circular" nos ha llegado de Arquímedes, quien demostró tres teoremas básicos en este trabajo:
1. El área de un círculo es igual al área de un triángulo rectángulo con el radio del círculo como uno de sus catetos y la circunferencia como el otro. El área del círculo se puede calcular como: (½·radio·circunferencia).
2. El área de un círculo está relacionada con el cuadrado de su diámetro casi como: 11/14 (≃π/4).
3. La circunferencia de un círculo es mayor que (3+10/71) y menor que (3+10/70) del diámetro.

Con la primera proposición, el problema de cuadrar el círculo se redujo a la cuestión de la constructibilidad de la circunferencia de un círculo a partir de un radio dado y, por lo tanto, la constructibilidad de {\displaystyle \pi }. En la tercera proposición, Arquímedes dio una aproximación simple y precisa de este número, a saber, 22/7, un valor (≈ 3,143) que todavía se utiliza hoy en día con fines prácticos. La segunda proposición es un corolario simple de las otras dos: que el área de un círculo es proporcional al cuadrado de su diámetro, lo que ya sabía Euclides. Arquímedes dio aquí el valor de la constante de proporcionalidad.
Como prueba de sus afirmaciones, Arquímedes se basó en la idea de Brisón de Heraclea, con la que se puede lograr cualquier aproximación del círculo mediante polígonos regulares inscritos y circunscritos. A partir del hexágono inscrito y del triángulo circunscrito, Arquímedes llegó a los 96 lados duplicando sucesivamente el número de caras. Una estimación inteligente de las raíces cuadradas que aparecen en los sucesivos pasos del cálculo le permitió obtener como resultado los límites mencionados en la tercera proposición.
En otro trabajo, "Sobre las espirales", Arquímedes describió la construcción de la espiral arquimediana (posteriormente nombrada así en su honor), que como la cuadratriz de Hipias, se obtiene superponiendo un movimiento circular con otro lineal. Demostró que al aplicar la tangente a esta espiral, es posible determinar un segmento rectilíneo de la misma longitud que la circunferencia de un círculo dado. Autores posteriores citan este trabajo como una referencia para cuadrar el círculo, aunque el propio Arquímedes no dejó ninguna mención al respecto. Sin embargo, al igual que sucede con la cuadratriz, ni la espiral ni su tangente se pueden construir con regla y compás.

La cuadratura del círculo de Franco de Lieja mediante la división del círculo en 44 sectores, que junta para formar un rectángulo

Como resultado de un mayor interés por las matemáticas antiguas en la Europa cristiana desde alrededor del siglo XI en adelante, surgieron varios tratados sobre la cuadratura del círculo, pero sin ninguna contribución significativa a la solución real. Debe verse como un paso atrás que en la Edad Media el valor aproximado de Arquímedes de 22/7 para el número π se consideró un valor exacto durante mucho tiempo.
Uno de los primeros autores medievales en revisar el problema de la cuadratura del círculo fue Franco de Lieja. Hacia 1050 publicó su obra "De quadratura circuli", en la que presenta por primera vez tres sistemas de cuadratura, que rechaza. Los dos primeros indican un cuadrado de lado 7/8 o de diagonal 10/8 del diámetro del círculo, que corresponde a aproximaciones relativamente pobres de 31/16 y de 31/8 para {\displaystyle \pi }. La tercera sugerencia, a su vez, equipara el perímetro del cuadrado a la circunferencia del círculo, lo que requiere que se rectifique esta última.
La propia solución de Franco se basa en un círculo con un diámetro de 14 unidades. Establece su área exactamente como 7² ×22/7 = 154. Según la argumentación de Franco, ningún cuadrado de igual área puede encontrarse matemáticamente, ya que la raíz cuadrada de 22/7 es irracional, pero como una línea inconmensurable geométricamente construible (véanse los antecedentes), la raíz cuadrada de 22/7 proporciona la cuadratura. Para llegar a este resultado, divide el círculo en 44 sectores idénticos, que combina para formar un rectángulo de lados 11 y 14. Sin embargo, Franco no explica el paso mediante el que sustituye los sectores circulares por triángulos rectángulos con catetos de longitud 1 y 7. Su intento fallido de convertir el rectángulo en un cuadrado mediante una descomposición adecuada también es problemático. Evidentemente, Franco no estaba familiarizado con el procedimiento griego tradicional.
Los tratados posteriores de la tradición escolástica se limitan a sopesar los argumentos de los matemáticos clásicos conocidos por entonces. La difusión de las traducciones latinas de los escritos de Arquímedes en la Edad Media permitió que el valor 22/7 se reconociera nuevamente como una aproximación y se buscaron nuevas soluciones al problema. Por ejemplo, Nicolás de Cusa tomó la idea de aproximar el círculo mediante una serie de polígonos regulares con un número creciente de lados, pero a diferencia de Arquímedes, no buscó determinar la circunferencia, sino que optó por determinar el radio del círculo circunscrito para un perímetro constante dado de los polígonos. En una carta al médico y naturalista Paolo Toscanelli, el filósofo y teólogo von Kues dio esta solución, pensando que era correcta. El valor determinado a partir de este procedimiento para π está al menos entre los límites dados por Arquímedes. El trabajo real de Kues sobre el tema proporciona aproximaciones significativamente más pobres y así se convirtió en el blanco de una polémica suscitada por el astrónomo Johann Müller Regiomontano, que demostró la inexactitud de los cálculos y calificó la demostración de "filosófica, pero no matemática".

### Avances al inicio del período moderno
Desde el siglo XVI en adelante, el mayor desarrollo del método de aproximación de Arquímedes y la aparición de los métodos analíticos modernos produjeron avances en el cálculo de figuras circulares.
En el método de Arquímedes original, la circunferencia de un círculo se estima por el perímetro de un polígono inscrito en el interior de un círculo y el de un polígono circunscrito alrededor del círculo. La obtención de límites más precisos se logra aumentando el número de lados de los polígonos. El matemático holandés Willebrord Snel van Royen (Snellius) descubrió que, sin aumentar el número de lados, se pueden especificar límites más finos para la longitud de un arco usando solo las cuerdas de los polígonos. Sin embargo, no pudo probar este resultado rigurosamente. El perfeccionamiento del enfoque snelliano fue abordado por Christiaan Huygens en su obra "De circuli magnitudine inventa", en la que también proporcionó la demostración de los teoremas planteados por Snellius. Usando un método geométrico relativamente elemental, Huygens logró delimitar el área entre el polígono y el círculo tan bien que, para el número correspondiente de lados de los polígonos, la precisión resultante era al menos cuatro veces superior a la obtenida con el método de Arquímedes.
El enfoque puramente geométrico para determinar la constante circular se agotó esencialmente con el trabajo de Huygens. Se obtuvieron mejores aproximaciones usando series infinitas, específicamente la expansión en series matemáticas de funciones trigonométricas. Aunque François Viète ya había encontrado la primera representación exacta de {\displaystyle \pi } por medio de un producto infinito a fines del siglo XVI al considerar ciertas relaciones entre polígonos sucesivos, esta fórmula demostró ser difícil de manejar. Una serie más simple que también solo necesita multiplicaciones y divisiones proviene de John Wallis, y se debe a William Brouncker otra fórmula para calcular π mediante una fracción continua.
Más importante en la práctica sería la serie encontrada por James Gregory e independientemente por Gottfried Leibniz para calcular el arco tangente. Aunque esta serie converge lentamente, permite deducir otras series que a su vez son muy adecuadas para calcular el número π. A principios del siglo XVIII se calcularon más de 100 dígitos de π con la ayuda de tales series, pero no se pudo obtener nuevos conocimientos sobre el problema de la cuadratura del círculo.

### Problema algebraico e irracionalidad de π

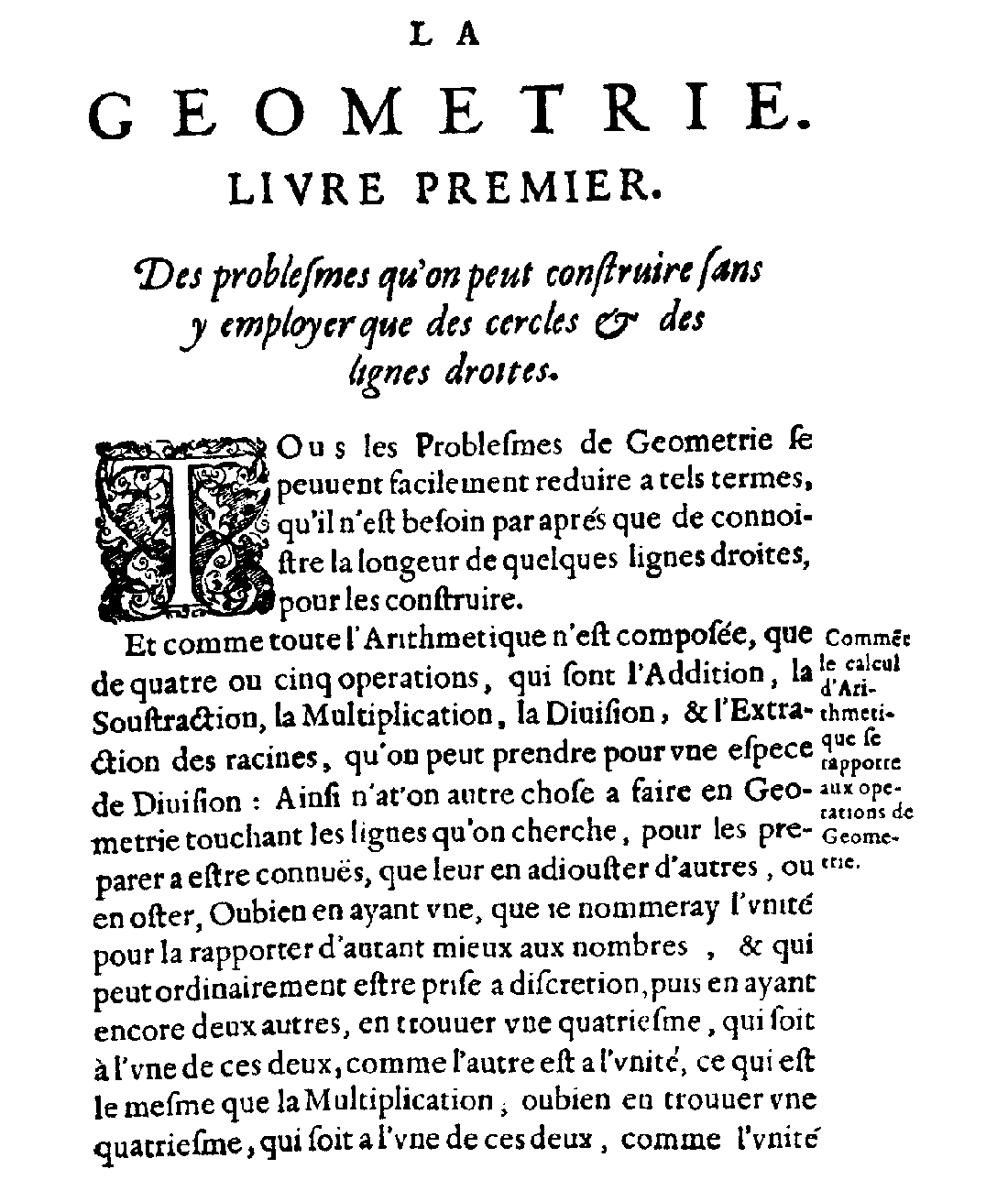
Al comienzo de su "Géométrie", Descartes describe el nuevo enfoque de la geometría analítica

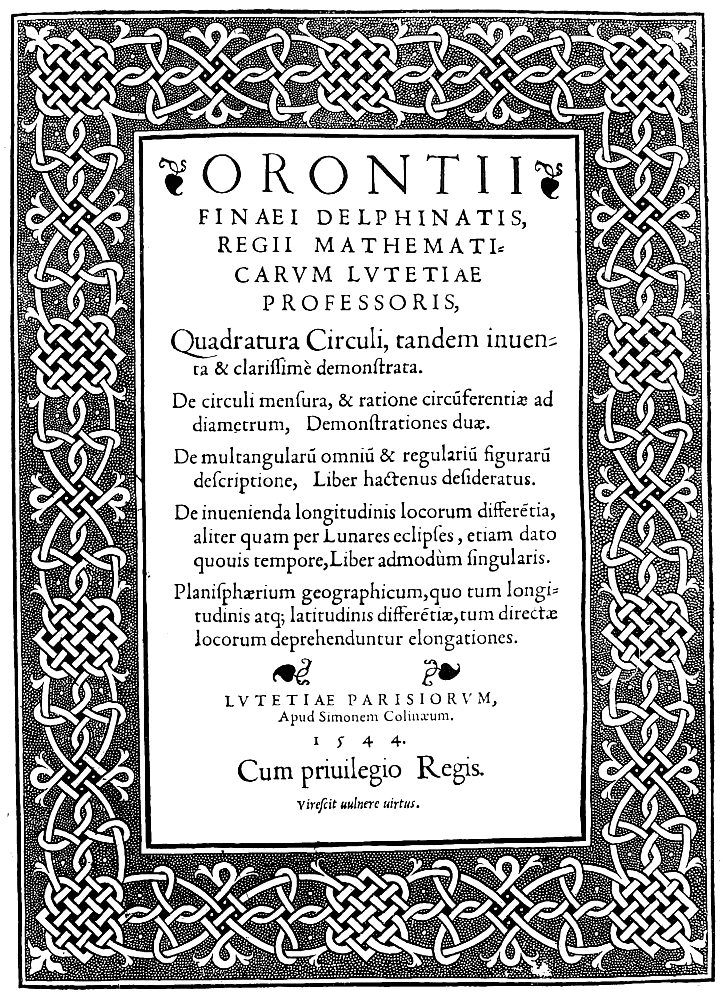
Oronce Finé, Quadratura circuli, 1544

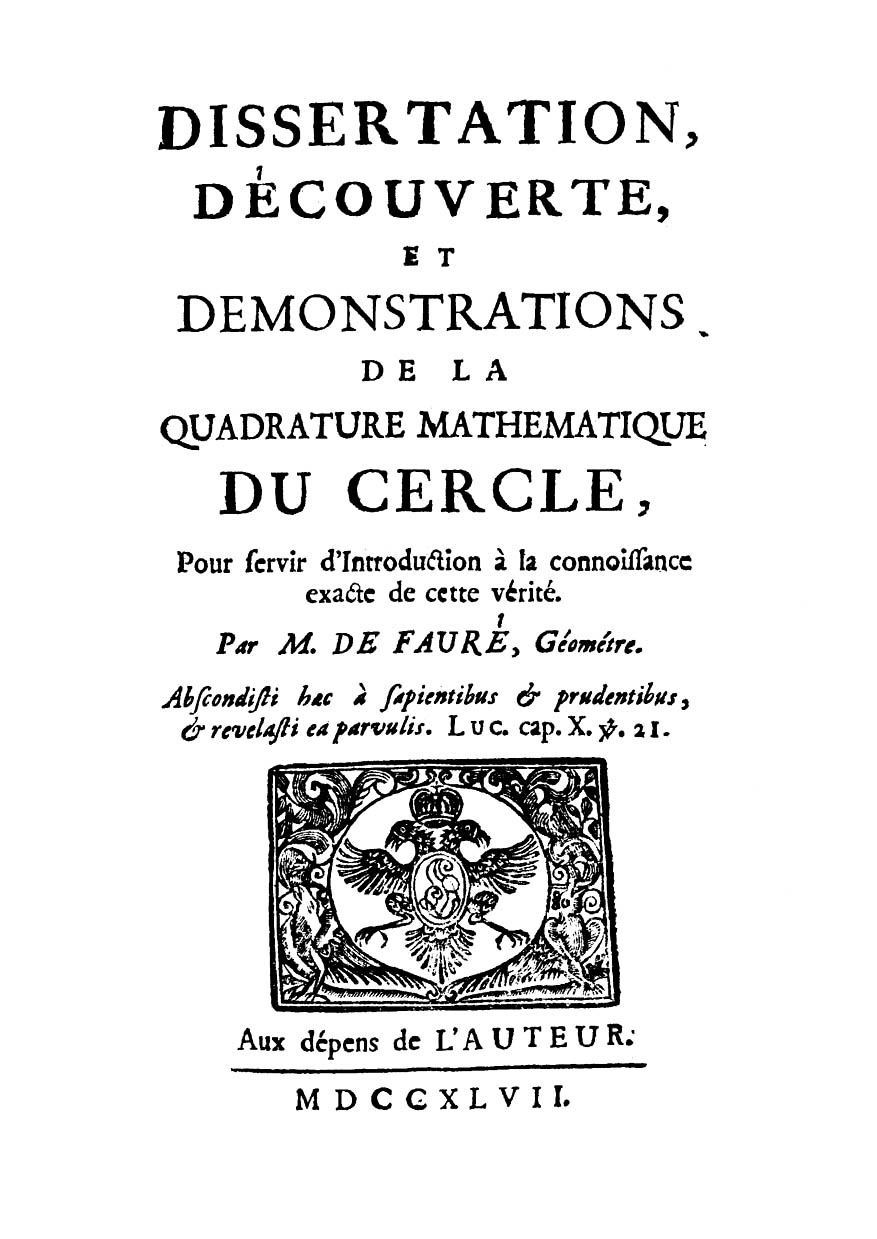
J. P. de Fauré, Dissertation, découverte, et demonstrations de la quadrature mathematique du cercle, 1747

Para resolver el problema, era necesario, por un lado, darle al término geométrico "construible" un significado algebraico y, por otro lado, observar más de cerca las propiedades del número π.
Una construcción geométrica con regla y compás se basa en un número finito de puntos dados y en determinar mediante un número finito de pasos nuevos puntos al cruzar dos líneas rectas, dos circunferencias o una línea recta con una circunferencia. La traducción de este procedimiento al lenguaje del álgebra se logró mediante la introducción del sistema de coordenadas gracias a Pierre de Fermat, procedimiento desarrollado principalmente por René Descartes a través de la geometría analítica en el siglo XVII. Las rectas y las circunferencias podrían describirse con los nuevos medios mediante ecuaciones, y las intersecciones podían determinarse resolviendo sistemas de ecuaciones. Resultó que las longitudes de línea que se pueden construir con un compás y una regla basados en una línea de longitud 1, se corresponden exactamente a los números que resultan de un número finito de operaciones racionales básicas (suma, resta, multiplicación y división) y a un número finito de raíces cuadradas resultantes de la operación inversa de elevar al cuadrado.
En particular, estas longitudes pertenecen a los números algebraicos, y forman un subconjunto de los números que son una solución de una ecuación algebraica de cualquier grado con coeficientes racionales. Los números que no son algebraicos se llaman transcendentes. En consecuencia, a partir de la longitud 1, no se pueden construir longitudes trascendentes en un número finito de pasos con un compás y una regla.
El punto de partida para futuras investigaciones sobre el número π fueron algunos hallazgos fundamentales de Leonhard Euler,
que había publicado en 1748 en su obra "Introductio in analysin infinitorum". Entre otras cosas, presentó la fórmula de Euler:
{\displaystyle e^{i\,z}=\cos z+i\operatorname {sen} z}
que por primera vez permitía establecer una conexión entre las funciones trigonométricas y la función exponencial, y que también proporcionó algunas fracciones continuas y representaciones en serie de {\displaystyle \pi } y del número e (cuya denominación es una referencia a la inicial del apellido del gran matemático).
Johann Heinrich Lambert hizo uso de este trabajo previo, y con la ayuda de una de las expansiones en fracciones continuas de Euler, pudo demostrar por primera vez en 1766 que e y π son irracionales, es decir, números que no pueden ser representados mediante una fracción entera. Adrien-Marie Legendre cerró en 1806 una pequeña laguna en el argumento de Lambert, y al mismo tiempo proporcionó la prueba de la irracionalidad de π2.
La presunción de que {\displaystyle \pi } podría no ser algebraico fue expresada al menos por Euler, Lambert y Legendre. Sin embargo, hasta mediados del siglo XIX todavía no estuvo claro si existían números trascendentes. Esta prueba la obtuvo entre 1844 y 1851 el matemático francés Joseph Liouville mediante la construcción explícita de números de liouville trascendentes.

### Prueba de la imposibilidad de la cuadratura
Carl Louis Ferdinand von Lindemann pudo demostrar finalmente en 1882 que π no es un número algebraico, sino transcendente. Por lo tanto, no es posible rectificar la circunferencia ni cuadrar el círculo.
Lindemann utilizó en su trabajo un resultado del matemático francés Charles Hermite, quien había demostrado en 1873 que el número e es trascendente. Basándose en este resultado, Lindemann pudo probar el llamado teorema de Lindemann–Weierstrass, que dice que para cualquier número algebraico {\displaystyle z_{1},\dots ,z_{r}} y para cualquier número algebraico {\displaystyle n_{1},\dots ,n_{r}} la ecuación
{\displaystyle \sum _{i=1}^{r}n_{i}e^{z_{i}}=0}
solo se puede aplicar si todos los {\displaystyle n_{i}} tienen valor cero. En particular, la expresión {\displaystyle e^{z}} no puede producir un número racional para ningún número algebraico z distinto de cero. A partir de esta premisa, Lindemann pudo contradecir la suposición de que π es algebraico con la ayuda de la fórmula de Euler {\displaystyle e^{i\pi }=-1}; y en consecuencia π tenía que ser trascendente.
La prueba de Lindemann de la trascendencia de π se simplificó considerablemente en los años y décadas siguientes, con aportaciones destacadas de David Hilbert en 1893.

## Popularidad del problema
Como pocas otras cuestiones, la cuadratura del círculo también alcanzó una gran popularidad fuera de las matemáticas, de manera que muchos matemáticos aficionados intentaron resolver el problema aparentemente simple; y algunos creyeron haberlo solucionado.
En algunas obras de Jean-Étienne Montucla, Johann Heinrich Lambert y de Augustus De Morgan se pueden encontrar informes sobre un volumen creciente de trabajos de aficionados de los siglos XVIII y XIX, ilustrados con ejemplos sobre el tema.
Normalmente se trataba de procedimientos mediante los que el problema se resolvía "exactamente" de forma mecánica, numérica o mediante una construcción de aproximaciones geométricas. Tales trabajos se presentaron ante un número tan grande de matemáticos y de instituciones científicas que, por ejemplo, la Academia de Ciencias de Francia en 1775 se vio obligada a rechazar oficialmente las solicitudes de dictaminar acerca de las supuestas soluciones de la cuadratura del círculo y de otros problemas clásicos:

La Academia resolvió este año no considerar más ninguna solución a los problemas de duplicación de cubos, trisección de ángulos o cuadratura del círculo, o cualquier máquina anunciada como móvil perpetuo.

Incluso después de la prueba de imposibilidad presentada por Lindemann en 1882, en el siglo XX se publicaron supuestas cuadraturas del círculo, que en tiempos más recientes se han convertido en un tema más de la matemática recreativa sobre los intentos fallidos de diversos aficionados a las matemáticas.
Una de las principales razones de su gran atractivo, especialmente para los matemáticos aficionados, es que se trata de un problema elemental que puede entenderse o al menos parece ser comprensible incluso sin un conocimiento matemático profundo. Junto con los numerosos intentos fallidos de soluciones por parte de científicos más o menos reconocidos, el problema de la cuadratura del círculo logró un verdadero halo de prestigio.
Otra razón de los numerosos esfuerzos para cuadrar el círculo que no debe subestimarse, fue la creencia generalizada de que la solución al problema podría suponer una importante recompensa económica, una idea infundada que pudo estar basada en la suposición errónea de que la cuadratura del círculo estaba directamente relacionada con el problema largamente sin resolver de la determinación exacta de la longitud en el mar, por cuya resolución se habían llegado a ofrecer cuantiosos premios. Esta creencia llegó a ser tan persistente, que incluso en 1891 todavía podía leerse en el "Meyers Konversations-Lexikon" que "Carlos I de España había ofrecido 100.000 táleros [por resolver el problema] y que los estados generales holandeses habían ofrecido una suma aún mayor".

### Cuadraturas del círculofamosas
Un ejemplo destacado de un matemático aficionado que creía haber hallado la cuadratura del círculo fue el filósofo inglés Thomas Hobbes. La solución, publicada en su obra De corpore de 1665 (en realidad, una construcción aproximada), fue refutada por John Wallis ese mismo año. En el período siguiente se desarrolló una fuerte disputa entre ambos, que no terminó hasta la muerte de Hobbes en 1679.
Lambert cita tres cuadraturas aproximadas del círculo obtenidas mediante ciertos valores racionales. Los trabajos consiguientes, publicados a mediados del siglo XVIII, están basados en la fracción 35/31 para la relación entre el diámetro del círculo y el lado del cuadrado de la misma área. Esto da la siguiente aproximación del número π
{\displaystyle \pi \approx {\frac {3844}{1225}}=3{,}1{\color {red}37\;9\;\ldots }\;.}
El crítico de arte y escritor alemán Gotthold Ephraim Lessing dedicó el poema "Auf den Herr M** el inventor de la cuadratura del círculo" a uno de los tres autores, el predicador Merkel de Ravensburg.
La cuadratura del médico estadounidense Edward J. Goodwin incluso apareció en el primer volumen del American Mathematical Monthly en 1894, aunque solo como un anuncio del autor. El trabajo en sí mismo se contradice y, dependiendo de como se interprete su lectura, genera distintos valores de π. Fue la base de un proyecto de ley presentado al parlamento de Indiana en 1897, el llamado "Proyecto de ley de Indiana sobre pi", a través del cual los hallazgos de Goodwin se convertirían en ley.

### Arte y cultura
Como evidencia más temprana de la aparición de una "cuadratura circular" o "cuadrador", ocasionalmente se cita un pasaje de la comedia Las aves de Aristófanes que data del siglo V a. C., en el que Metón aparece como un topógrafo que trabaja sobre el plano de una nueva ciudad, y que con ayudas geométricas pretende conseguir que "el círculo se convierta en un cuadrado". Sin embargo, esta frase no es una mención a la cuadratura de un círculo, sino a la creación de dos calles que se cruzan entre sí formando ángulos rectos, aunque la expresión pueda parecer una alusión a la cuadratura del círculo.
En 1321, Dante Alighieri, en su obra la Divina comedia, presentó la cuadratura del círculo como una tarea que va más allá del entendimiento humano y que compara con su propia incapacidad para comprender el Paraíso:

Cual el geómetra todo entregado

al cuadrado del círculo, y no encuentra,

pensando, ese principio que precisa,

estaba yo con esta visión nueva:

quería ver el modo en que se unía

al círculo la imagen y en qué sitio;

pero mis alas no eran para ello:

si en mi mente no hubiera golpeado

un fulgor que sus ansias satisfizo.
Dante Alighieri, La Divina Comedia; Canto 33, líneas 133 a 141

En la innovadora novela de James Joyce publicada en 1922, Ulises, se cuenta que el protagonista, Leopold Bloom, trabajó en el verano de 1882 arduamente en una solución al problema de "cuadrar el círculo" con el fin de obtener una fortuna supuestamente grande. Hacia el final de la novela, en un largo diálogo con su padre Virag, admite triste y decepcionado su fracaso.

VIRAG […] Pensabas dedicar un año entero al estudio del problema religioso y los meses de verano de 1822 a cuadrar el círculo y a ganar ese millón ¡Naranjas! De lo sublime a lo ridículo no hay más que un paso. ¿En pijama, digamos?[…]

BLOOM: Quería entonces haber concluido ahora. […]
James Joyce. Ulises

## Construcciones aproximadas

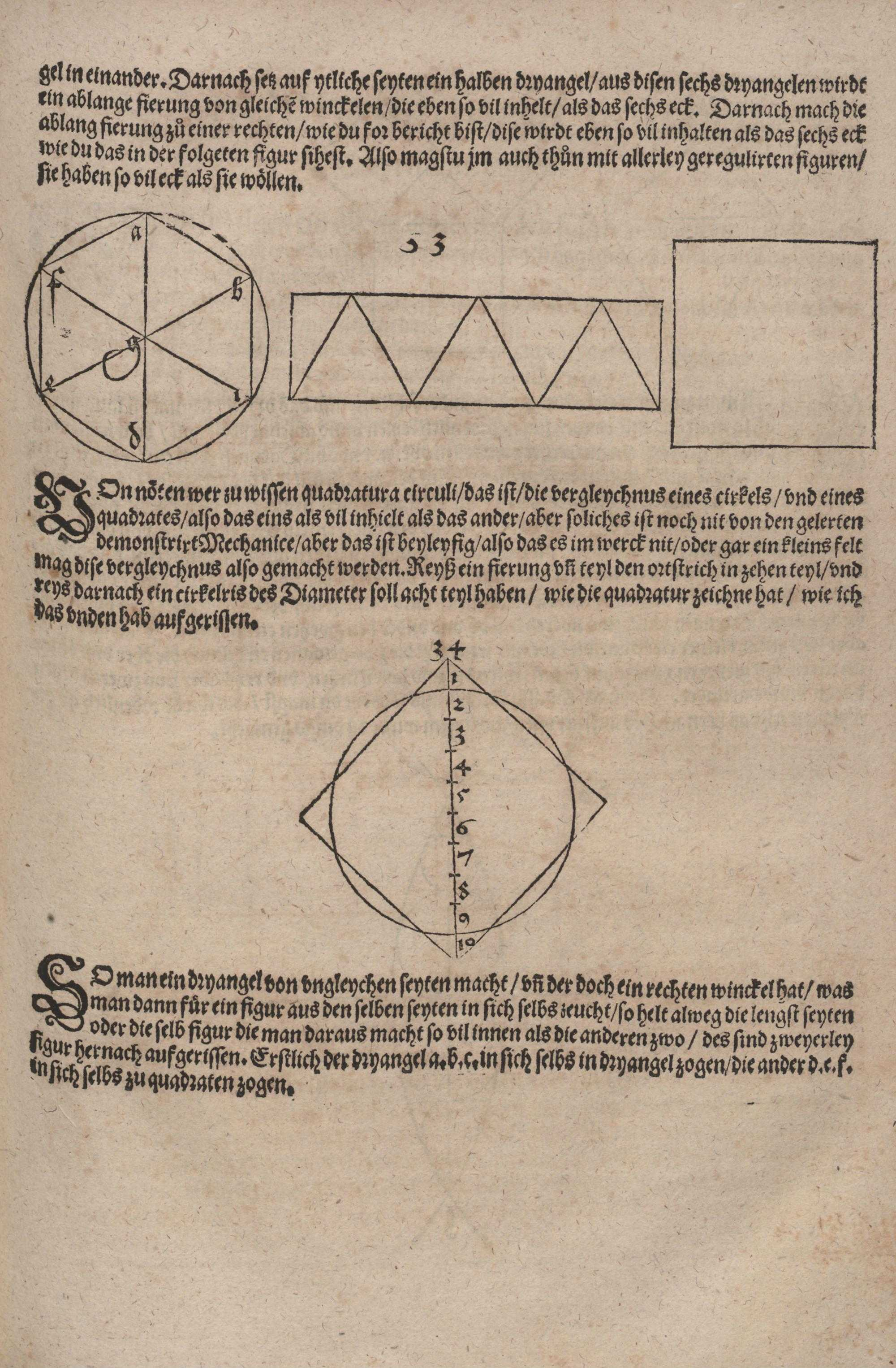
Procedimiento babilónico según Durero (1525)

Aunque no es posible una solución exacta con un compás y una regla, existen construcciones aproximadas para la cuadratura del círculo que son lo suficientemente exactas para muchos propósitos. Los métodos simples, ya conocidos en la antigüedad, indican una relación entera del diámetro o radio del círculo al lado o diagonales del cuadrado. Además de la ecuación del círculo de diámetro 9 con el cuadrado de lado 8, mencionado en el papiro de Rhind, también se conocía el del círculo de diámetro 8 con el cuadrado de la diagonal 10. Esta construcción se puede encontrar por un lado en los babilonios y por otro lado indicada en las publicaciones del agrimensor romano Vitruvio. Devuelve el valor 31/8 para {\displaystyle \pi }. Para proporcionar un método de dibujo conveniente, Alberto Durero retomó esta construcción en 1525 en su obra Vnderweysung der messung mit dem zirckel und richtscheyt. Durero es consciente de que es una solución puramente aproximada, escribe explícitamente que aún no se ha encontrado una solución exacta:

Sería necesario conocer la Quadratura circuli, que es la igualdad de un círculo y un cuadrado, es decir, que uno tiene tanto contenido como el otro. Pero esto aún no ha sido demostrado por los estudiosos. En la práctica, esto es incidental, para que no falte en la obra o falte solo un poquito, esta igualdad se puede hacer. Trazar un segmento y dividirlo en diez partes y luego trazar una circunferencia, cuyo diámetro debe ser de ocho partes, cuya área casi coincide con la mitad de la del cuadrado de diez de lado; cómo averigüé esto a continuación.
Alberto Durero (Vnderweysung der messung mit dem zirckel und richtscheyt)

### Construcción de Kochański

Construcción aproximada de Kochański (1685)

El matemático polaco Adam Adamandy Kochański descubrió una solución aproximada clásica para la mitad de la circunferencia de un círculo en 1685. Toda el procedimiento se realiza con la misma apertura del compás. La construcción mostrada permite obtener una rectificación de la semicircunferencia. A partir del radio {\displaystyle r} dado, Kochański construyó una línea aproximadamente recta de longitud {\displaystyle r\cdot \pi ,} d. h. aproximadamente la mitad de la circunferencia del círculo {\displaystyle {\tfrac {U}{2}}.} El rectángulo dibujado en rojo en la imagen adyacente tiene, en consecuencia, casi la misma área que el círculo con {\displaystyle {\overline {AZ}}\cdot r=r\;\cdot \approx \pi \cdot r}. La cuadratura aproximada se sigue del primer resultado con la ayuda de las leyes matemáticas de los triángulos rectángulos, que permiten obtener la cuadratura del rectángulo. Esta construcción permite aproximar el número π a cuatro cifras decimales:
{\displaystyle \pi =3{,}141\;592\ldots \approx {\overline {AZ}}=r\cdot {\sqrt {(3-\tan 30^{\circ })^{2}+4\,}}\ \approx \ 3{,}141\;5{\color {red}33}\cdot r}
Ejemplos para ilustrar los errores:
Para un círculo con radio r = 100 m, el error de la longitud del lado del cuadrado obtenido sería ≈ −1,7 mm.
Para un círculo con radio r = 1 m, el error del área sería A ≈ −59 mm².

### Construcción de Jacob de Gelder

Construcción de Jacob de Gelder, con cuadratura adicional (líneas discontinuas)

En 1849 se publicó en el "Archivo de Grünert" una construcción simple y elegante ideada por el matemático neerlandés Jacob de Gelder (1765-1848), 64 años antes de que apareciera Construction by S. A. Ramanujan.
Se basa en la aproximación
{\displaystyle \pi \approx {\frac {355}{113}}=3{,}141\;592{\color {red}\;9\;\ldots }}
Dividiendo el valor en dos sumandos
{\displaystyle 3+0{,}141\;592{\color {red}\;9\;\ldots }.}
El valor de esta fracción ya tiene seis decimales en común con el número π. Proviene del matemático chino Zu Chongzhi del siglo V, y por lo tanto, también es conocida como la fracción de Zu Chongzhi.
Jacob de Gelder no construyó el lado del cuadrado; le bastó con encontrar el siguiente valor:
{\displaystyle {\overline {AH}}={\frac {4^{2}}{7^{2}+8^{2}}}=0{,}141\;592{\color {red}\;9\;\ldots }}.
La ilustración adyacente, que se describe a continuación, muestra la construcción de Jacob de Gelder, continuada hasta obtener el lado del cuadrado.
El procedimiento es el siguiente: dibujar dos diámetros perpendiculares de un círculo con radio CD = 1 y determinar los puntos de intersección A y B. Trazar la línea CE = {\displaystyle {\tfrac {7}{8}}} y unir E con A. Determinar en AE y desde A la línea recta AF = {\displaystyle {\tfrac {1}{2}}}. Dibujar el segmento FG paralelo a CD y conectar E con G. Dibujar el segmento FH paralelo a EG, de forma que AH = {\displaystyle {\tfrac {4^{2}}{7^{2}+8^{2}}}.} Determinar BJ = CB y luego JK = AH. Dividir por la mitad AK en L y dibujar el círculo de Thales por L a partir de A, lo que da como resultado el punto de intersección M. La línea BM es la raíz de AK y, por lo tanto, la longitud del lado a del cuadrado aproximado buscado.
Ejemplos para ilustrar los errores:
Para un círculo con radio r = 100 km, el error de la longitud del lado del cuadrado obtenido sería ≈ 7,5 mm
Para un círculo con el radio r = 1 m, el error del área A sería ≈ 0,3 mm²

### Construcción de Hobson

Construcción aproximada según E. W. Hobson, con continuación de la construcción

El matemático británico E. W. Hobson descubrió una construcción particularmente simple y fácilmente comprensible en 1913. Solo requiere tres arcos y dos segmentos en ángulo recto entre sí para determinar el lado del cuadrado.
La imagen adyacente muestra la construcción con el círculo dado y el cuadrado resultante.
Procedimiento:
- Circunferencia con el diámetro {\displaystyle AOB}
- {\displaystyle {\overline {OD}}={\frac {3}{5}}\cdot r,\;{\overline {OF}}={\frac {3}{2}}\cdot r,\;{\overline {OE}}={\frac {1}{2}}\cdot r.}

Dibujar las semicircunferencias {\displaystyle DGE,AHF} con {\displaystyle {\overline {DE}}} y {\displaystyle {\overline {AF}}} como diámetro. Finalmente, trazar la perpendicular de {\displaystyle {\overline {AB}}} a {\displaystyle O.}. Los puntos de intersección {\displaystyle G} y {\displaystyle H} creados de esta manera proporcionan el lado del cuadrado relacionado con π.
{\displaystyle {\overline {GH}}=r\cdot 1{,}772\;4{\color {red}67\ldots }\;[LE].}
Para un círculo con el radio {\displaystyle r=1\;[LE]}, cuatro lugares decimales de la longitud del lado del cuadrado son los mismos que los de {\displaystyle {\sqrt {\pi }}=1{,}772\;453}
Ejemplo para ilustrar los errores:
Para un círculo con el radio r = 100 m, el error de la longitud del lado del cuadrado obtenido sería ≈ 1,4 mm
Para un círculo con el radio r = 1 m, el error del área A sería ≈ 46 mm².

### Construcciones de Ramanujan

Construcción aproximada según S. A. Ramanujan (1913) con cuadrado dibujado

También en 1913 apareció una construcción del matemático indio Srinivasa Ramanujan, mediante la aproximación siguiente:
{\displaystyle \pi \approx {\frac {355}{113}}=3{,}141\;592{\color {red}\;9\;\ldots }}
Ramanujan señaló con respecto a la precisión de su método que con un área circular de 140.000 millas cuadradas, el lado del cuadrado construido según su procedimiento solo se desvía en aproximadamente una 1 pulgada (25 mm) del valor real.
Descripción:
Sea PQR un círculo con el centro O, del cual PR es el diámetro. Dividir a la mitad PO en H, y sea T el punto de la división en tres partes de OR más próximo a R. Dibujar TQ perpendicular a PR y trazar la cuerda RS=TQ.
Conectar P con S y dibujar OM y TN paralelas a RS. Trazar la cuerda PK=PM y dibujar la tangente PL=MN. Conectar R con L, R con K y K con L. Trazar el arco RC = RH, con centro en R. Dibujar CD paralela a KL. [CD] se encuentra con RL en D.
Entonces el área del cuadrado sobre RD es aproximadamente igual a la del círculo PQR.
Porque {\displaystyle RS^{2}={\frac {5}{36}}d^{2},}
donde {\displaystyle d} es el diámetro del círculo.
Así {\displaystyle PS^{2}={\frac {31}{36}}d^{2}.}
Pero {\displaystyle PL} y {\displaystyle PK} son respectivamente equivalentes a {\displaystyle MN} y {\displaystyle PM.}
Por lo tanto {\displaystyle PK^{2}={\frac {31}{144}}d^{2},} y {\displaystyle PL^{2}={\frac {31}{324}}d^{2}.}
Por lo tanto {\displaystyle RK^{2}=PR^{2}-PK^{2}={\frac {113}{144}}d^{2},}
y {\displaystyle RL^{2}=PR^{2}+PL^{2}={\frac {355}{324}}d^{2}.}
Pero {\displaystyle {\frac {RK}{RL}}={\frac {RC}{RD}}={\frac {3}{2}}{\sqrt {\frac {113}{355}}},}
y {\displaystyle RC={\frac {3}{4}}d.}
Por lo tanto {\displaystyle RD={\frac {d}{2}}{\sqrt {\frac {355}{113}}}=r{\sqrt {\pi }},} cuyas áreas miden casi lo mismo.
Nota: Si el área del círculo es de 140 000 millas cuadradas, entonces RD es aproximadamente una pulgada cuadrada mayor que su medida real.

Construcción aproximada según Ramanujan (1914), con continuación de la construcción (líneas discontinuas) (véase la animación)

En una obra del año siguiente (1914), Ramanujan aportó, además de varios métodos de aproximación, otra construcción aproximada del cuadrado con regla y compás, mediante la que se halla el valor
{\displaystyle \pi \approx {\sqrt[{4}]{9^{2}+{\frac {19^{2}}{22}}}}=3{,}141\;592\;65{\color {red}2\;\ldots }}
basado en una aproximación de {\displaystyle \pi } que se acerca a los ocho dígitos exactos. En esta cuadratura, Ramanujan no construyó la longitud del lado del cuadrado; le bastó con representar el segmento OS. En la continuación de la construcción que figura a la derecha, el segmento OS se usa junto con el segmento OB para representar la media proporcional (segmento rojo  OE).
Descripción:
Sea AB (Fig.2) el diámetro de una circunferencia cuyo centro es O. Dividir por la mitad el arco circular ACB en C y en tres partes el segmento AO en T. Conectar B con C y marcar CM y MN de la misma longitud que AT. Conectar A con M y A con N y marcar AP en este último con la misma longitud que AM. Dibujar el segmento PQ paralelo a MN, donde Q se encuentra con AM. Conectar O con Q y dibujar TR paralelo a OQ, donde R se encuentra con AQ. Dibujar AS perpendicular a AO y la misma longitud que AR, luego conectar O con S. Entonces, la media proporcional entre OS y OB estará muy cerca de una sexta parte de la longitud de la circunferencia, por lo que el error será menor que una doceava parte de una pulgada si el el diámetro midiese 8000 millas.
Continuación de la construcción hasta la longitud deseada del lado {\displaystyle a} del cuadrado:

Extender AB más allá de A y trazar el arco b1 alrededor de O con radio OS, para obtener S'. Dividir por la mitad BS' en D y dibujar el círculo de Thales b2 sobre D. Trazar una línea recta desde O a través de C hasta el círculo de Thales b2, que se cruza con b2 en E. La línea OE también se denomina la media proporcional entre OS y OB, o media geométrica, resultado del teorema de la media geométrica de Euclides. Extender la línea EO más allá de O y luego trasladar EO dos veces más, para obtener F y A1 y, por lo tanto, la longitud de la línea EA1 con el valor aproximado de {\displaystyle \pi } descrito anteriormente, la mitad de la circunferencia del círculo. Dividir la línea EA1 por la mitad en G y dibujar el círculo de Thales b3 sobre G. Transferir la línea OB de A1 a la línea EA1, para obtener H. En EA1, levantar una línea vertical de H al círculo de Thales b3, para obtener B1. Conectar A1 con B1, de modo que la longitud lateral {\displaystyle a} que se está buscando permite construir el cuadrado A1B1C1D1 cuya área se aproxima a la del círculo.
Ejemplos para ilustrar los errores:
Para un círculo con el radio r = 10 000 km, el error de la longitud del lado del cuadrado obtenido sería ≈ −2,8 mm
Para un círculo con radio r = 10 m, el error del área sería A≈−0,2 mm²

### Construcción de Louis Loynes

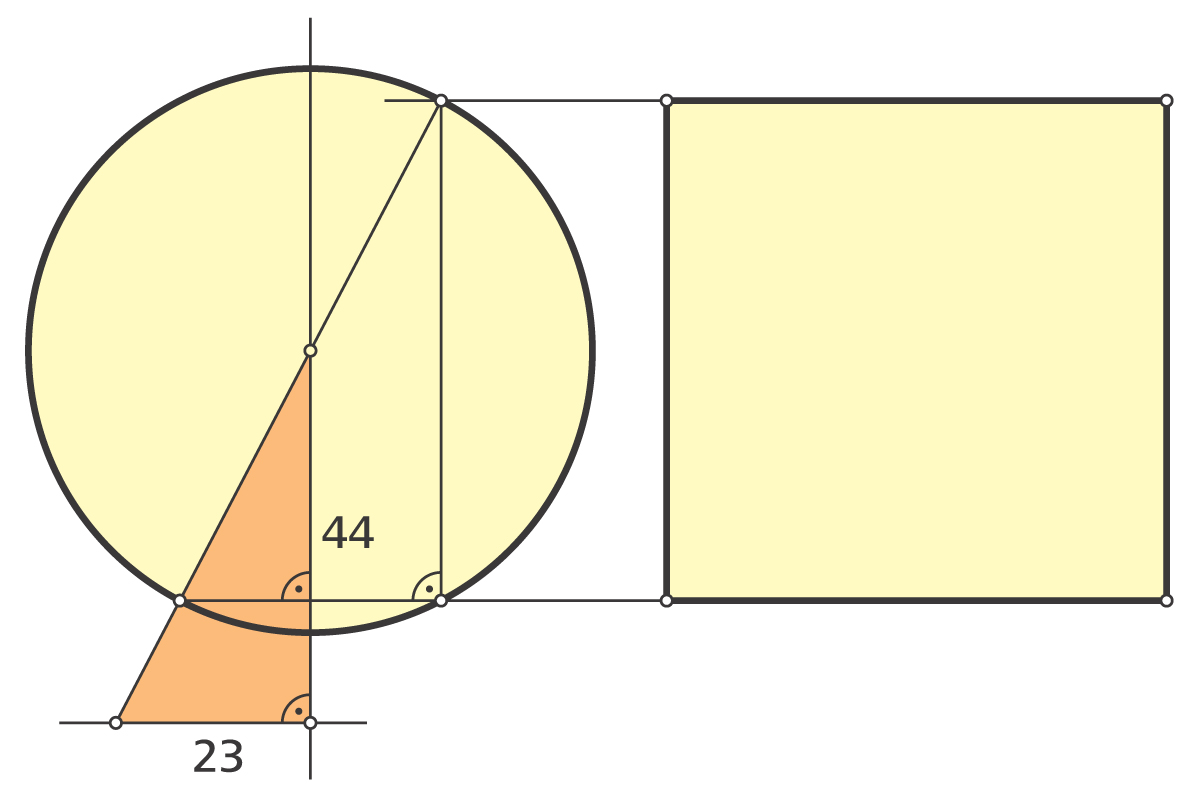
Construcción de Loynes (1961)

Louis Loynes publicó un método más simple en 1961. Se basa en el hallazgo de que el área de la circunferencia circunscrita de un triángulo rectángulo es igual al cuadrado sobre el cateto más largo de un triángulo rectángulo si su pendiente con respecto al cateto más pequeño (es decir, el resultado de dividir la longitud del cateto mayor entre la del cateto menor):
{\displaystyle {\sqrt {{\frac {4}{\pi }}-1}}=0{,}5227232\dots }
es un valor muy cercano al de la fracción
{\displaystyle {\frac {23}{44}}=0{,}5227272\dots }
Esto da como resultado una aproximación simple a la cuadratura usando el triángulo rectángulo (construible) con la relación de cateto 23:44. El valor aproximado del número π
{\displaystyle \pi \approx {\frac {7744}{2465}}=3{,}141\;5{\color {red}82\;\ldots }}
es ligeramente mejor que la construcción de Kochański.
Ejemplos para ilustrar los errores:
Para un círculo con radio r = 1 km, el error de la longitud del lado del cuadrado obtenido sería ≈ −3 mm.
Para un círculo con radio r = 1 m, el error del área sería A ≈ −11 mm².

### Solución aproximada usando una fracción
Si se encuentra una fracción cuyo valor corresponde aproximadamente al número {\displaystyle \pi }, utilizando el tercer teorema de Tales es posible construir con regla y compás cualquier número deseado de lugares decimales exactos de {\displaystyle \pi }. Para determinar la longitud del lado de un cuadrado de área equivalente a un círculo dado, por ejemplo se puede usar
{\displaystyle {\frac {245850922}{78256779}}=3{,}141\;592\;653\;589\;793{\color {red}\;160\;\ldots }}
Esta fracción, como una aproximación del número {\displaystyle \pi }, proporciona la impresionante cantidad de quince lugares decimales exactos. El inverso de esta fracción fue hallado por Johann Heinrich Lambert, resultado que publicó en 1770 en su obra "Beyträge zum Gebrauche der Mathematik und deren Anwendung" (Contribuciones al uso de las matemáticas y su aplicación).

## Método no clásico que utiliza cuadraturas

Cuadrar el círculo con la cuadratriz de Hipias como ayuda adicional

Si se elimina la restricción de utilizar regla y compás y se permiten otros medios de construcción, entonces se dispone de diversas posibilidades para cuadrar el círculo o construir exactamente la longitud del lado del cuadrado {\displaystyle {\sqrt {\pi }}}.
Con la ayuda de curvas especiales trascendentes (las llamadas cuadratrices) como única herramienta adicional, es posible cuadrar exactamente un círculo. La existencia o disponibilidad de tal cuadratura se asume simplemente en el modelo matemático. Para el dibujo práctico en papel, está disponible, por ejemplo, en forma de plantillas de dibujo o trazadores, y también hay algunos dispositivos especiales de dibujo mecánico que se pueden utilizar para generar tales curvas. Una de las cuadraturas más antiguas conocidas desde la antigüedad que se utilizan en la cuadratura del círculo incluyen, por ejemplo, la cuadratriz de Hipias y la espiral de Arquímedes.
La imagen de la derecha muestra un ejemplo de la cuadratura del círculo usando la cuadratriz de Hipias, cuya gráfica pasa por {\displaystyle E,\;{\tfrac {2}{\pi }}} y {\displaystyle D}.
Después de construir el número de π con la cuadratriz, basta alargar la línea {\displaystyle {\overline {BH}}}, y de acuerdo con el teorema de Tales se obtiene la raíz cuadrada de {\displaystyle {\overline {A\pi }}={\overline {AI}}={\sqrt {\pi }}.} El cuadrado dibujado con la longitud del lado {\displaystyle {\sqrt {\pi }}} tiene exactamente la misma área que el círculo alrededor de {\displaystyle A.}

## Variantes

### El problema de la cuadratura del círculo de Tarski
En 1925, Alfred Tarski planteó la tarea de dividir un círculo en lquier número de partes y luego reajustarlas a través de congruencias puras (es decir, sin estirar) para crear un cuadrado.
Miklós Laczkovich tuvo éxito en 1989 al hallar la solución: demostró que es posible dividir un círculo en un número finito de partes y solo a base de moverlas (usando únicamente congruencias) crear un cuadrado. Cortó el círculo en 1050 partes. Sin embargo, para la demostración, se necesita utilizar el axioma de elección, que es aceptado por la mayoría de los científicos hoy en día, pero que no es una cuestión habitual. La prueba es muy similar a la de la paradoja de Banach-Tarski.
Laczkovich ha demostrado que (asumiendo el axioma de elección) tal descomposición existe, pero esta descomposición no puede establecerse explícitamente.

### Lemniscata

Cuadratura de la lemniscata de Bernoulli

A diferencia del círculo, para una lemniscata de Bernouilli (∞) es posible construir dos cuadrados que abarcan la misma área que la curva. Las longitudes de sus lados corresponden al radio mayor de la lemniscata a.

### General
- Eugen Beutel: "Die Quadratur des Kreises" (Cuadrar el círculo). 2.ª Edición. Teubner, Leipzig 1920. (versión digitalizada)
- Moritz Cantor: "Vorlesungen über Geschichte der Mathematik" (Conferencias sobre la historia de las matemáticas). Teubner, Leipzig 1880-1908, 4 volúmenes. (versión digitalizada)
- Helmuth Gericke: "Mathematik in Antike und Orient" (Matemáticas en la Antigüedad y Oriente). Springer, Berlín 1984, ISBN 3-540-11647-8.
- Helmuth Gericke: "Mathematik im Abendland" (Matemáticas en Occidente). Springer, Berlín 1990, ISBN 3-540-51206-3.
- Thomas Little Heath: "A History of Greek Mathematics" (Una historia de las matemáticas griegas). Volumen 1. Clarendon Press, Oxford 1921. (Reimpreso en Dover, Nueva York 1981, ISBN 0-486-24073-8.)
- Klaus Mainzer: "Geschichte der Geometrie" (Historia de la geometría). Bibliographisches Institut, Mannheim et al. 1980, ISBN 3-411-01575-6.
- Ferdinand Rudio: "Archimedes, Huygens, Lambert, Legendre. Vier Abhandlungen über die Kreismessung" (Archimedes, Huygens, Lambert, Legendre. Cuatro tratados sobre medición circular) Teubner, Leipzig 1892. (digitalizado)
- DUNHAM, William Viaje a través de los genios. Biografías y teoremas de los grandes matemáticos. Madrid, 2002. Ediciones Pirámide.

### Sobre la trascendencia de π
- Ferdinand Lindemann: "Ueber die Zahl π" (Acerca del número π) En: Mathematische Annalen, 20, 1882, págs. 213-225 (GDZPPN002246910 digitalizado).
- David Hilbert: "Ueber die Transcendenz der Zahlen e und π" (Sobre la trascendencia de los números e y π) En: "Mathematische Annalen", 43, 1893, pp. 216-219 (/? PID = GDZPPN002254565 digitalizado).
- Lorenz Milla: "Die Transzendenz von π und die Quadratur des Kreises" (La trascendencia de π y la cuadratura del círculo). 2020, arΧiv:2003.14035
- Paul Albert Gordan: "Transcendenz von e und π" (Trascendencia de e y π). En: "Mathematische Annalen", 43, 1893, págs. 222-224 (PID = GDZPPN002254581 digitalizado ).
- Theodor Vahlen: "Beweis des Lindemann’schen Satzes über die Exponentialfunction" (Prueba del teorema de Lindemann sobre la función exponencial). En: "Mathematische Annalen", 53, 1900, pp. 457-460 (img /? PID = GDZPPN00225798X digitalizado).

### Matemáticas recreativas
- Underwood Dudley: "Mathematik zwischen Wahn und Witz. Trugschlüsse, falsche Beweise und die Bedeutung der Zahl 57 für die amerikanische Geschichte" (Matemáticas entre gallina locura e ingenio. Falacias, pruebas falsas y la importancia del número 57 para la historia estadounidense). Birkhäuser, Basilea 1995, ISBN 3-7643-5145-4 (título original en inglés: Mathematical cranks).